# Paolo Dequarti
Paolo Dequarti (Pomaro Monferrato, 1906 – Torino, 1982) è stato un imprenditore italiano.

## Biografia
Nato a Pomaro Monferrato, in provincia di Alessandria, nel 1906, emigrò molto giovane con i genitori a Torino. Nel 1922, a soli sedici anni, trovò impiego presso una piccola officina elettromeccanica della città, dove si occupò della costruzione di piccoli apparecchi radio. Dequarti interruppe l'attività per ottemperare all'obbligo del servizio militare, terminato il quale, poté riprendere nel 1927, quando trovò impiego presso la ditta Accumulatori OHM. La fattiva collaborazione con il titolare della ditta, l'ingegner Mario Pesce, portò alla nascita nel 1928 di una nuova ditta, la Magnadyne Radio, che si specializzò nella costruzione di apparecchi radio, di accumulatori elettrici e di apparecchi refrigeranti. Della nuova ditta, Dequarti fu il socio occulto, e al momento della sua costituzione occupava appena 20 persone.
Magnadyne si impose nel giro di pochi anni come una delle maggiori aziende italiane produttrici di elettronica civile, e nel mercato nazionale dei radioricevitori superò nelle vendite aziende di dimensioni maggiori come CGE, FIMI-Phonola, Philips e Radiomarelli. L'azienda crebbe rapidamente assumendo dimensioni e caratteristiche industriali, e alla vigilia della Seconda guerra mondiale contava oltre 1.000 dipendenti. Nel 1937, Dequarti rilevò la S.A. ing. Clemente Diena & C., ditta produttrice di apparecchi telegrafici che occupava 61 persone, la cui ragione sociale fu trasformata in Magnadyne S.A..
Nel 1941, rilevò le quote possedute dall'ingegner Pesce in Magnadyne e ne divenne l'unico proprietario. Nello stesso anno, assunse un ingegnere di religione ebraica, Nissim Gabbai, nonostante le leggi razziali promulgate dal regime fascista nel 1938 lo vietassero espressamente: nel 1943-44, epoca in cui Torino faceva parte della Repubblica Sociale Italiana dipendente dal Terzo Reich tedesco, si avvalse clandestinamente della collaborazione di Gabbai, il quale fu successivamente arrestato dai militari germanici. Dequarti si presentò due volte all'Albergo Nazionale di Torino, sede del comando militare tedesco, per chiederne il rilascio: garantì con sicurezza che quel giovane tecnico era assolutamente indispensabile allo sviluppo di nuove tecnologie nel campo delle telecomunicazioni, di grande interesse strategico per l'esercito del III Reich. La deportazione fu così via via rimandata e Gabbai rimase rinchiuso nel carcere de Le Nuove per mesi, in una cella singola, a simulare di sviluppare progetti immaginari, finché non venne trasferito al carcere di Bolzano. Al termine del conflitto, nel 1945, Dequarti riassunse Gabbai, scampato alla deportazione verso Auschwitz per un'appendicite, e il medesimo lavorerà nell'azienda torinese fino alla pensione, divenendone persino il direttore generale nel 1964.
Nel dopoguerra, Dequarti provvide alla ripresa delle attività di Magnadyne, che nel corso del conflitto aveva spostato a Sant'Antonino di Susa poiché lo stabilimento di Torino fu completamente distrutto dai bombardamenti. Per ricostruire i capannoni distrutti dalla guerra, si avvalse della collaborazione di muratori provenienti da Pomaro, sua cittadina-natale, che successivamente assunse anche come operai nella propria ditta. Le attività dell'imprenditore monferrino si estesero a diversi settori con la creazione di aziende come Neofar (produzione di condensatori elettrolitici, 1950), Visiola (produzione di apparecchi televisivi, con sede a Roma, 1953), Radset (produzione di apparecchi radiofonici e di telecomunicazioni, 1954), Valvex (produzione di valvole termoioniche, 1954), Frimax (produzione di elettrodomestici, 1959), Cirsta (produzione di circuiti elettronici, 1959), Stamfer (stampaggio di materiali metallici, 1959), Stamplast (stampaggio di materie plastiche, 1959) e Tramax (produzione di apparecchiature elettriche, 1959). Tutte queste aziende furono raggruppate in una holding, la S.a.s. INFIN di Paolo Dequarti e C., fondata dal Dequarti a Friburgo, in Svizzera, nel 1953, della quale il medesimo era socio accomandatario, e nella quale nel 1955, quando la sede fu spostata a Torino, confluirono attività industriali e marchio della Magnadyne Radio, che cessò di esistere come azienda.
Il Gruppo INFIN-Magnadyne fu una grossa realtà industriale, che al 1964 contava oltre 5.000 dipendenti nei tre stabilimenti di produzione di Torino e in quello di Sant'Antonino, metà dei quali concentrata nell'impianto valsusino. Oltre che nel settore elettronico ed elettrotecnico, il Gruppo era attivo anche nel settore immobiliare con le società Magnadyne SA, Pizzilla, Immobiliare Alpina, Immobiliare Finanziaria Monte Mario e Maim. Nella seconda metà degli anni sessanta, il Gruppo controllato da Dequarti andò in crisi che ne provocò il default, dovuto ad un passivo di 11 miliardi di lire, e che lo condusse al fallimento nel 1972.
Sposato con la bolognese Triestina Biagi (scomparsa nel 2003), da cui non ebbe figli, Dequarti morì a Torino il 10 settembre 1982, all'età di 76 anni.
Nel 2011, a ventinove anni di distanza dalla sua scomparsa, l'istituto Yad Vashem, attraverso la Comunità ebraica di Torino, gli ha conferito post mortem la medaglia di Giusto tra le nazioni per aver salvato la vita al suo dipendente ebreo l'ingegner Gabbai durante l'occupazione nazista, con il medesimo prodigatosi per l'assegnazione dell'onorificenza e presente durante la cerimonia di consegna fatta ad una nipote di Dequarti.